# 칸텔레

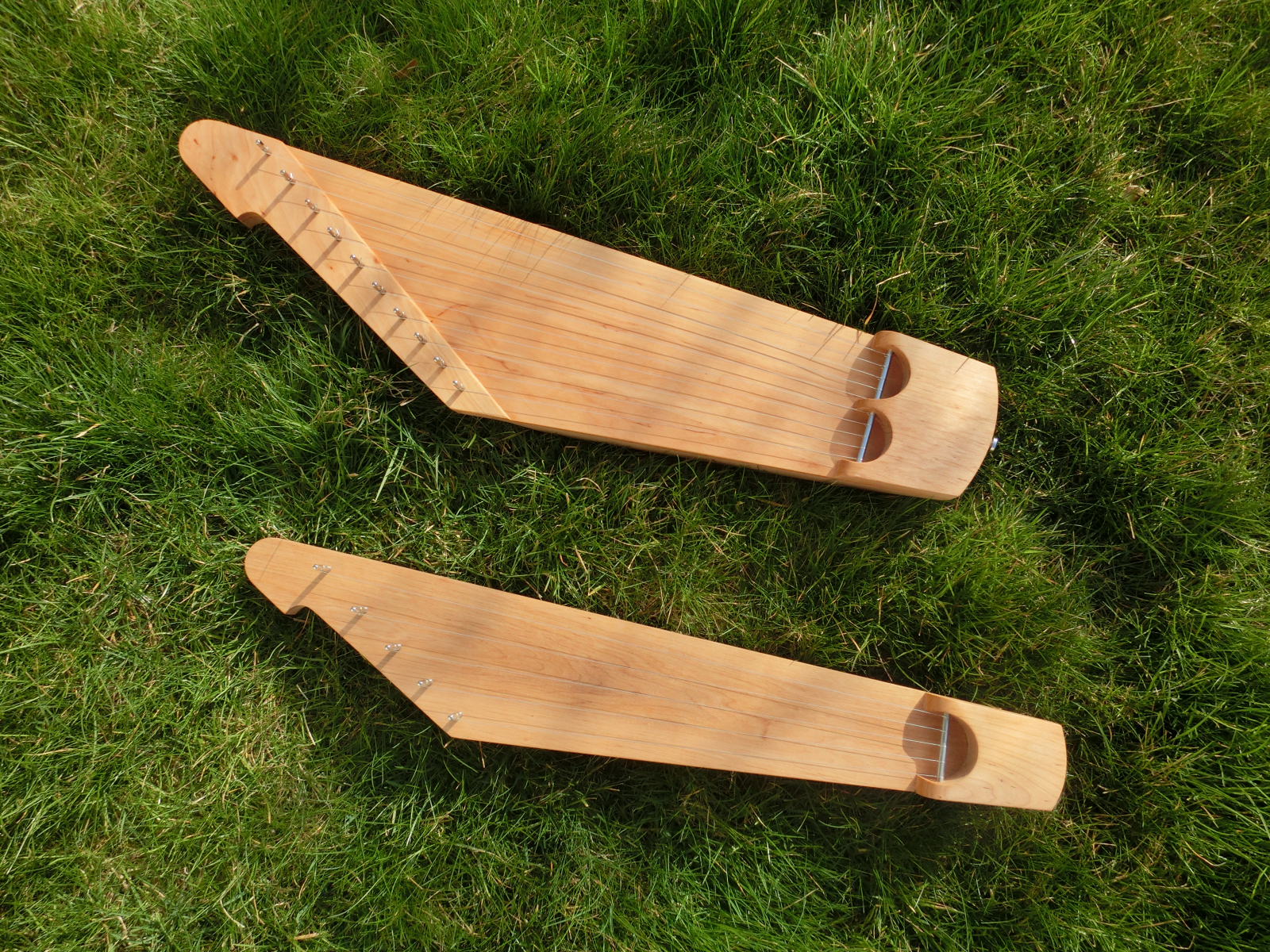
10현 칸텔레(위)와 5현 칸텔레(아래)

칸텔레(핀란드어: kantele [ˈkɑntele][*])는 핀란드와 카리알라의 전통악기다.  발현악기, 현명악기로서 에스토니아의 칸넬, 라트비아의 코클레스, 리투아니아의 칸클레스, 러시아의 구슬리와 함께 발트 솔터리 악기군에 속한다.

## 같이 보기
- 솔터리
- 카눈 (악기)